# Икорс (Мичиген)
Икорс (енгл. Ecorse) град је у америчкој савезној држави Мичиген. По попису становништва из 2010. у њему је живело 9.512 становника.

## Демографија
Према попису становништва из 2010. у граду је живело 9.512 становника, што је 1.717 (15,3%) становника мање него 2000. године.
| Група             | 2000.         | 2010.         |
| Белци             | 5.313 (47,3%) | 3.476 (36,5%) |
| Афроамериканци    | 4.555 (40,6%) | 4.415 (46,4%) |
| Азијати           | 21 (0,2%)     | 27 (0,3%)     |
| Хиспаноамериканци | 1.004 (8,9%)  | 1.278 (13,4%) |
| Укупно            | 11.229        | 9.512         |